# Oonops persitus
Oonops persitus är en spindelart som beskrevs av Arthur M. Chickering 1970. Oonops persitus ingår i släktet Oonops och familjen dansspindlar.
Artens utbredningsområde är Panama. Inga underarter finns listade i Catalogue of Life.